# Astragalus pseudoquisqualis
Astragalus pseudoquisqualis är en ärtväxtart som beskrevs av Dieter Podlech. Astragalus pseudoquisqualis ingår i släktet vedlar, och familjen ärtväxter. Inga underarter finns listade i Catalogue of Life.